# Neotrichoporoides galia
Neotrichoporoides galia är en stekelart som beskrevs av T.C. Narendran och Santhosh 2006. Neotrichoporoides galia ingår i släktet Neotrichoporoides och familjen finglanssteklar. Inga underarter finns listade i Catalogue of Life.